# Rijsel
Rijsel (Frans: Lille) is een stad in Noord-Frankrijk nabij de grens met België aan de rivier de Deule. Het is de hoofdstad van Frans-Vlaanderen en van het Noorderdepartement, alsook van de regio Hauts-de-France.
De gemeente telde 238.695 inwoners per 1 januari 2022 maar vormt samen met steden als Roubaix, Villeneuve-d'Ascq en Tourcoing een van de vier grootste agglomeraties van Frankrijk, de Europese metropool Rijsel met 1.106.885 inwoners in 2007 en 1.143.572 inwoners in 2016.
Rijsel ligt 25 km ten zuidwesten van de Belgische stad Kortrijk, waarmee het een transnationaal Eurodistrict vormt: de Frans-Belgische Eurometropool Rijsel-Kortrijk-Doornik. Op die manier is Rijsel, in bredere zin, met ook de omgeving van Kortrijk en Moeskroen in België, het centrum van een dichtbevolkte regio met circa 2,1 miljoen inwoners.
Rijsel heeft vanouds industrie, meest textiel, en is een universiteitsstad met een regionale functie, met name met de Universiteit van Rijsel en de Katholieke Universiteit Rijsel.

## Naam
De stad is gesticht onder de Latijnse naam Ad Insulam, die letterlijk ‘op/bij het eiland’ betekent. Dit werd in het Middelfrans vertaald als à l’isle en in het Middelnederlands, met gebruik van het Romaanse leenwoord, als ter ijs(s)el (uitspraak [tər i:səl]). In beide talen trad verkeerde woordscheiding op. Dat gaf in Nieuwfrans à Lille en in Nieuwnederlands te Rijsel (met de klankwettige ontwikkeling van Middelnederlands [i:] tot Nieuwnederlands [ɛɪ]; de uitspraak in het Frans-Vlaams heeft nog steeds een [i]-klank, Rysel). Beide namen zijn ongeveer even oud.

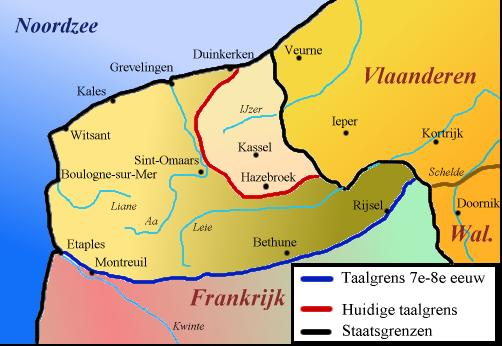
Kaartje van de taalgrens tussen de Germaanse en Romaanse talen (meer bepaald tussen Nederlands en Frans) in Frans-Vlaanderen in de 7e-8e eeuw (blauwe lijn) en in de 20e eeuw (rode lijn). Rijsel lag in de vroege middeleeuwen nog op de taalgrens, maar is al sinds de 12e eeuw in hoofdzaak Franssprekend.

Op grond van de misvatting dat de Franse naam van de stad afkomstig zou zijn van het Latijnse lilium, dat "lelie" betekent, is de lelie sinds 1199 op het wapenschild terug te vinden.
De Franse naam heeft ook niets met de Vlaamse plaatsnamen Lille en Lillo te maken, die beide naar lindelo verwijzen.
Ook niet met het Friese Langelille in Nederland.

### Spellingsvariant
De stad is in Vlaanderen voornamelijk bekend als Rijsel (of in de oudere Nederlandse spelling Rijssel) en in Nederland onder de Franse naam Lille. De Nederlandse schrijfwijze is met één -s-. De vroeger in Nederland gebruikelijke schrijfwijze ‘Rijssel’, met dubbel -ss-, is in onbruik geraakt.  
In Nederland vindt men de oude schrijfwijze 'Rijssel' nog terug  in de familienaam Van Rijssel.

## Geschiedenis
Rijsel is vermoedelijk ontstaan uit een villa van de graven van Vlaanderen. Deze groeide in de 11e eeuw uit tot het castellum Islense, het latere Hôtel de la Salle. In deze versterking verschanste graaf Boudewijn V van Vlaanderen zich in 1054, toen keizer Hendrik III tegen hem optrok. Het volgende jaar stichtte Boudewijn met zijn vrouw Adela van Mesen het seculiere Sint-Pieterskapittel, dat hij in 1066 een groot charter verleende.
Rijsel werd de hoofdstad van Rijsels-Vlaanderen, het zuidelijke deel van het graafschap Vlaanderen. In 1297 werd de stad ingenomen door het Franse leger, na verwoede gevechten waarbij de inwoners zich wegens gebrek aan proviand overgaven. Na de slag bij Pevelenberg in 1304 werd Rijsel, samen met de rest van Picardisch Vlaanderen een deel van Frankrijk, tot de streek in 1369 als huwelijksgeschenk aan Filips de Stoute geschonken werd. In de 16e eeuw werd Rijsel een bolwerk van het calvinisme. Dopers kwamen op de brandstapel terecht.. Na de inval van de Spaanse troepen werd de stad weer homogeen rooms-katholiek, en werd herhaaldelijk bestookt door protestantse rebellen uit Moeskroen (de zogenaamde Hurlus).

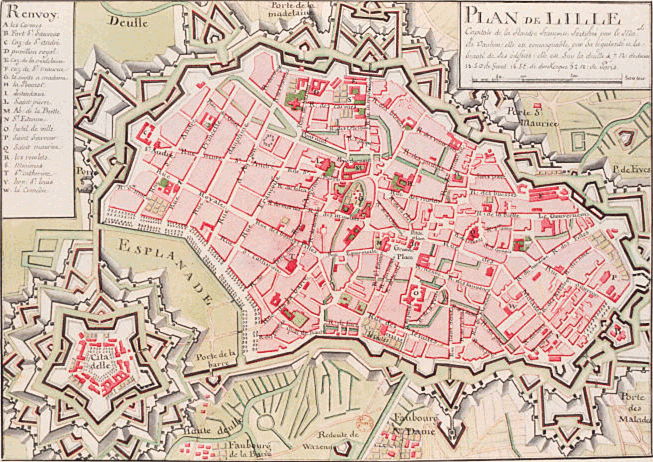
18e-eeuwse kaart van de oude binnenstad en de citadel

In 1667 werd de streek door de Franse koning Lodewijk XIV belegerd en ingenomen, tegen de wil van haar Spaansgezinde bewoners. Van 1708 tot 1713 was de streek in handen van Nederlandse troepen maar werd bij het verdrag van Utrecht aan Frankrijk teruggegeven. Na de Franse Revolutie lag de stad in de frontlinie en werd zij aangevallen vanuit de Oostenrijkse Nederlanden. Het beleg mislukte en de Franse generaal Dumouriez zag de kans de gehele Zuidelijke Nederlanden te veroveren.
In de 19e eeuw kenden Rijsel en omstreken een snelle bevolkingsstijging door industrialisatie. De textielindustrie trok veel immigranten aan, vooral Vlamingen en Polen. De stad stond bekend als "het Manchester van Frankrijk". Het van oudsher rooms-katholieke Rijsel, waar in 1881 het Eerste Internationale Eucharistische Congres werd gehouden, werd een 'linkse' stad. In 1888 componeerde Pierre De Geyter er de Internationale, en in 1896 werd Gustave Delory er de eerste socialistische burgemeester van een Franse stad.
Tijdens de Eerste Wereldoorlog had de stad zwaar te lijden van bombardementen. Een groot deel van het stadscentrum werd door brand verwoest. De ineenstorting van de textielhandel na 1929 zorgde voor grote armoede in Rijsel. Toen na 1980 een nieuwe crisis in de textielindustrie, maar ook een crisis in de metaalindustrie en het stopzetten van de steenkolenwinning in het hele Département du Nord voor grote werkloosheid zorgden, koos de stad voor uitbreiding van de dienstenindustrie. Na 2000 begonnen de bevolkingscijfers weer te stijgen. Nadat het inwonertal tussen 1936 en 1982 daalde van 240.747 tot 168.424, ondanks de aanhechting van Hellemmes en Lomme, was het in 2004 weer gestegen naar 226.800.

## Economie
Rijsel is van oudsher een kruispunt geweest van autowegen, waterlopen en spoorwegen, waardoor de stad zich tot economisch centrum kon ontwikkelen. In de 18e en 19e eeuw was het daarnaast de textielindustrie die Rijsel deed uitgroeien tot 'het Manchester van Frankrijk', zowel in positieve als negatieve zin. In deze periode kende Rijsel namelijk niet alleen een bloeiende economie, maar ook bijbehorend enkele sloppen- en krottenwijken waar de leefomstandigheden vaak slecht waren.
Het toerisme draagt bij aan de florerende economie. In 2004 bezochten 9 miljoen toeristen de stad en zorgden 1,4 miljoen toeristen voor in totaal 2,4 miljoen overnachtingen.
In 2009 telde Rijsel 8.341 ondernemingen, waarvan 8,86% in de industrie, 33,92% in de handel en 57,22% in de dienstensector.

## Cultuur
In 2004 was de stad samen met Genua de culturele hoofdstad van Europa. Er bevinden zich diverse musea in de stad, waaronder het Palais des Beaux-Arts, een van de grootste kunstmusea van Frankrijk.
Rijsel is verder de zetel van het gelijknamige in 1913 gestichte rooms-katholieke bisdom Rijsel. De Christ Church Lille is een (Engelstalige) Anglicaanse kerk.

### Architectuur
In veel huizen in Rijsel zijn zowel Frans-Picardische als Vlaamse invloeden te herkennen. Zo is er vaak gebruikgemaakt van rode en bruine baksteen, iets wat in Frankrijk een stuk minder gebruikelijk is dan in België. Ook zijn er veel wijken, in het bijzonder in groter Rijsel, waar rijtjeshuizen niet ongewoon zijn. Deze in Frankrijk ongewone kenmerken maken van Rijsel wat architectuur betreft tot een overgangsstad tussen de Franse bouwstijl en die van Vlaanderen, Nederland en Engeland.

### Bezienswaardigheden
Rijsel telt een aantal bouwwerken en pleinen die het bezichtigen waard zijn. Het grootste deel hiervan ligt dicht bij elkaar in het centrum van de stad.

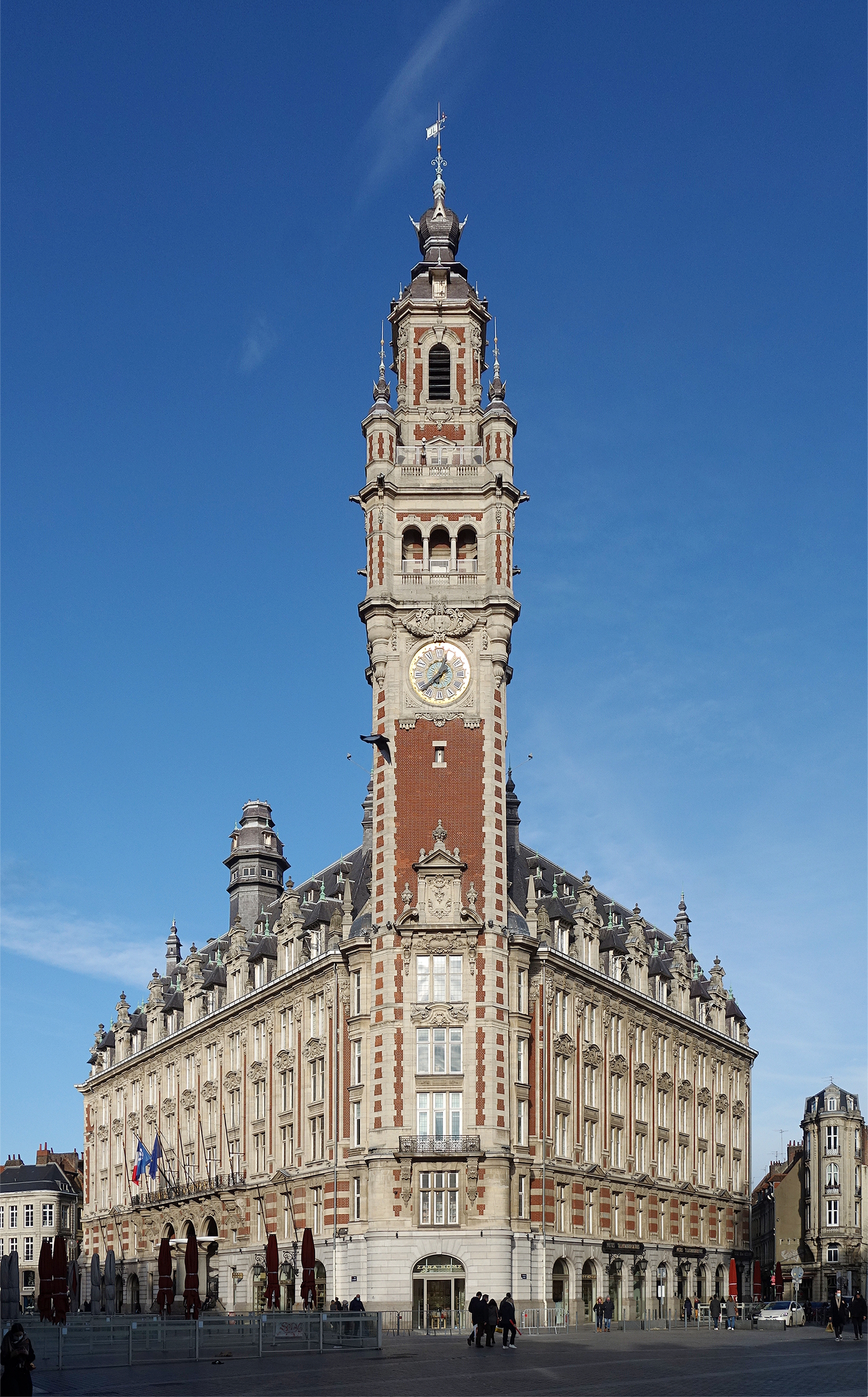
Het belfort van de Kamer van Koophandel

- De Kamer van Koophandel en haar belfort. Deze is gelegen aan het Theaterplein (Plâce du théatre).
- De Place du Général-de-Gaulle, ook bekend als Grande Place, waaraan onder andere het oude beursgebouw is gelegen. Dit beursgebouw lijkt van de buitenkant een groot gebouw, maar is in werkelijkheid opgebouwd uit 24 kleine handelshuisjes rond een binnenplaats.
- Het geboortehuis van Charles de Gaulle, nu een museum.
- Het operagebouw, eveneens gelegen aan het Theaterplein. Het neoklassieke gebouw werd in 1924 in gebruik genomen en heeft een grote zaal met een capaciteit van meer dan duizend mensen.
- Het stadhuis (hôtel de Ville) met belfort. Het belfort is meer dan 100 meter hoog en de trap die naar de top leidt telt ruim vierhonderd treden.
- De Place Rihour met het gotische Palais Rihour.
- Het Palais des Beaux-Arts, met onder andere een indrukwekkend aantal schilderijen van Peter Paul Rubens en bijzondere militaire 3D maquettes van steden in Noord-Franse grensregio.
- De Notre-Dame de la Treille-kathedraal. De bouw van deze kathedraal begon in 1854, en is in 1999 afgewerkt.
- Verschillende kerkgebouwen, zoals de Sint-Mauritiuskerk en de Sint Michielskerk.
- Het Hospice Comtesse, een 13e-eeuws hospitaal. Het gebouw wordt nu gebruikt als museum.
- De Porte de Paris. Deze 32 meter hoge triomfboog werd gebouwd in 1687, ter ere van 'zonnekoning' Lodewijk XIV.
- De andere stadspoorten porte de Gand en porte de Roubaix.
- De Citadel van Rijsel, een 17e-eeuwse citadel, gebouwd in opdracht van maarschalk Sébastien Le Prestre de Vauban. De citadel is onderdeel van een grote verdedigingsgordel langs de Franse noordgrens, de zogenaamde pré carré, waarvoor Vauban ook nog enkele andere citadellen ontwierp. Het is nog steeds in gebruik als militaire kazerne, beneden is een park met een dierentuintje.
- Het monument “Au pigeon voyageur” [14] is een herdenkingsmonument voor de circa 20.000 postduiven die omgekomen zijn tijdens de Eerste Wereldoorlog. Ook de gefusilleerde duivenmelkers worden er geëerd als verzetshelden: Duiven houden tijdens de Eerste Wereldoorlog was immers verboden.[15]

Het zakendistrict Euralille, opgebouwd rond het Station Lille-Europe, is een modernere bezienswaardigheid. Euralille, gebouwd naar een ontwerp van onder anderen Rem Koolhaas, Jean Nouvel, Christian de Portzamparc en Claude Vasconi, heeft enkele bijzondere bouwwerken en ook het winkelcentrum is een populaire attractie. Daarnaast bevindt zich hier de Jardin des géants.

## Patrimonium

### Religieuze bouwwerken
- Abdij van Loos (Abbaye de Loos), rue Jean-Jacques-Rousseau
- Voormalige kapel van de Ongeschoeide Karmelieten (Ancienne Chapelle des Carmes Déchaussées), rue de Thionville
- Overblijfselen van de voormalige kapittelkerk van Sint-Pieter (Vestiges de l'ancienne Collégiale Saint-Pierre), rue Alphonse-Colas
- Voormalig klooster van de Madelonnetten (Ancien couvent des Madelonnettes), rue de la Barre
- Voormalig klooster van de Minderbroeders (Ancien couvent des Minimes), quai du Wault
- Dominicanenklooster (Couvent des Dominicains)
- Sint-Andreaskerk (Église Saint-André)
- Sint-Catharinakerk (Église Sainte-Catherine)
- Sint-Dionysiuskerk van Hellemmes (Église Saint-Denis-d'Hellemmes)
- Sint-Stefanuskerk (Église Saint-Etienne)
- Sint-Maria-Magdalenakerk (Église Sainte-Marie-Madeleine)
- Sint-Mauritiuskerk (Église Saint-Maurice)
- Kathedraal van Onze-Lieve-Vrouw van het Hek (Çathédrale Notre-Dame de la Treille)
- Onze-Lieve-Vrouwekerk te Fives (Église Notre-Dame de Fives)
- Sint-Philibertuskerk (Église Saint-Philibert)
- Sint-Michielskerk (Église Saint-Michel)
- Sint-Lodewijkskerk (Église Saint-Louis)
- Allerheiligst-Sacramentskerk (Église du Très-Saint-Sacrement)
- Protestantse kerk (Temple protestant)
- Synagoge (Synagogue)

### Burgerlijke bouwwerken
- Rijsel telt tal van woningen, herenhuizen en dergelijke die als monument geklasseerd zijn
- Hospice Comtesse
- Hospice Gantois
- Hôpital Saint-Sauveur
- Hôtel d'Ailly-d'Aigremont
- Hôtel d'Avelin
- Hôtel Scrive
- Hôtel Bidé de la Grandville
- Hôtel Cordon de Montreuil
- Hôtel des Cariatides
- Hôtel Castiaux
- Hôtel Delbecque
- voormalig Hôtel de l'Intendancee
- voormalig Hôtel du Juge Garde des Monnaies
- Hôtel de Lamissart
- Hôtel de Madre
- Hôtel de Marchiennes
- Hôtel Petipas de Walle
- Hôtel des Postes
- Hôtel Ramery
- Hôtel Van der Cruisse des Waziers
- Hôtel Van Zeller
- voormalig Hôtel militaire des Bleuets
- Museum voor Schone Kunsten (Palais des Beaux-Arts)
- Palais Rameau
- Palais Rihour
- Opera van Rijsel (Opéra de Lille)
- Stadhuis
- Kamer van Koophandel en Fabrieken (Chambre des Commerces et d'Industrie)

### Industriële bouwwerken
- Pompstation (Usine élévatoire de Saint-André)
- Coöperatieve brouwerij La Semeuse
- Brouwerij-mouterij Binault en later Wazemmes
- Brouwerij-mouterij Delesalle Lemaître, later Watine en daarna Fauvarque
- Brouwerij-mouterij Desprets Lengagne, later Delahaye
- Brouwerij-mouterij Paul Brame, later Corman Vandame
- Brouwerij-mouterij Jooris, later Grande Brasserie coopérative de Lille
- Voormalige katoenspinnerij Le Blan
- Weverij Wicart, later Wicart et Thieffy, later Thieffry
- Gieterij, later beschuitbakkerij Paul

### Militaire bouwwerken
- Kazerne Souham (Caserne Souham)
- Citadel van Rijsel (Citadelle de Lille)
- Oude Fort Heilige Verlosser (Ancien fort Saint-Sauveur)
- Militair hospitaal Scrive (Hôpital militaire Scrive)
- Gentse Poort en vestingwerken (Porte de Gand et ensemble des fortifications)
- Parijse Poort (Porte de Paris)
- Roubaix Poort (Porte de Roubaix)
- Duinkerker Poort (Porte de Dunkerque)
- De Noble Tour

### Parken
- Botanische tuin (Jardin des Plantes)
- Parc de la Mairie
- Jardin de l'évêché
- Jardin de la préfecture
- Parc des Buissonnets
- Parc de l'annexe de la mairie dit parc Droulers
- Jardin de la Citadelle
- Jardin des Géants

## Evenementen
Ieder jaar vindt in het eerste weekend van september de Braderie van Rijsel plaats. De braderie is een van de grotere jaarlijkse Franse evenementen en is tevens de grootste rommelmarkt van Europa. De Braderie van Rijsel trekt ieder jaar één à twee miljoen bezoekers. Datzelfde weekend vindt ook de internationaal hoog aangeschreven halve marathon van Rijsel plaats.
Sinds 2006 wordt in de stad het jaarlijkse Lille Comics Festival gehouden. Dit is een belangrijk en bekend tweedaags stripfestival dat tijdens het eerste weekend van november plaatsvindt.
Voor de muziekliefhebbers is er onder andere het jaarlijkse pianofestival.

## Politiek

### Burgemeester
Sinds 2001 is Martine Aubry (PS) burgemeester.

## Verkeer en vervoer

Het verkeersnetwerk in de omgeving van Rijsel

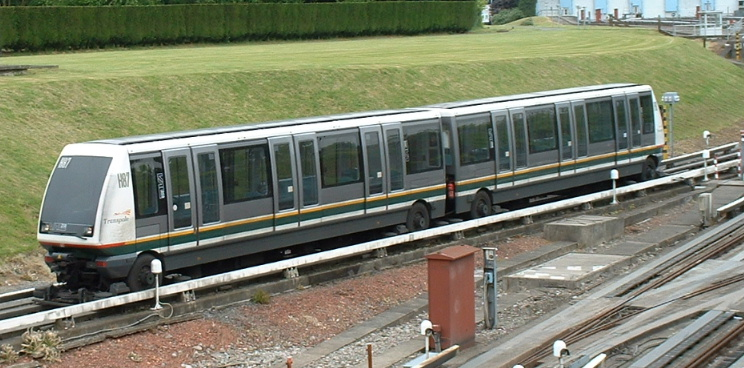
Een metro van het type VAl-208

Rijsel is een verkeersknooppunt in de regio Noord-Frankrijk. De stad wordt omringd door enkele belangrijke "autoroutes" en beschikt over een eigen luchthaven, een TGV/Eurostarstation en een rivierhaven die behoort tot de drie grootste van Frankrijk.

### Wegverkeer
Met vijf snelwegen is Rijsel na Parijs het drukste autosnelwegenknooppunt van Frankrijk. De volgende autoroutes doen de stad aan:
- Rijsel – Doornik – Brussel/Luik – Duitsland
- Rijsel – Valenciennes
- Rijsel – Arras – Parijs/Reims – Lyon/Orléans/Le Havre
- Rijsel – Duinkerke – Calais – Engeland/België
- Rijsel – Kortrijk – Gent – Antwerpen – Nederland

### Stads- en streekvervoer
De metro van Rijsel is de eerste van het type Véhicule Automatique Léger (VAL), een volautomatische metro op luchtbanden die zonder machinist op het metrostel wordt bestuurd. De afkorting VAL stond aanvankelijk voor Villeneuve d'Ascq – Lille, de eerste route van de metro. Sinds 1989 is er een tweede metrolijn, naar Roubaix en Tourcoing, die vlak bij de Belgische grens eindigt.
Naast het metronet is er een tramverbinding tussen Rijsel, Roubaix en Tourcoing.

### Spoorwegen
Rijsel vormt een spoorwegknooppunt voor het noorden van Frankrijk. Er zijn twee grote stations: Lille-Europe, waar op wat lokale treinen na enkel TGV- en Eurostar-treinen stoppen, en het kopstation Lille-Flandres, waar de meeste andere treinen vertrekken of hun reis beëindigen. Het grootstedelijke gebied rond station Lille-Europe, Euralille, is ontworpen door de architect Rem Koolhaas.
Vanuit de Belgische steden Kortrijk en Doornik vertrekken internationale NMBS-treinen naar het station Lille-Flandres.
Overige spoorwegstations in de gemeente zijn Lille-Porte-de-Douai, Lille-CHR, Hellemmes, Lille-la Madeleine, Mont-de-Terre, Pont-de-Bois en Lezennes.

### Luchthaven
Op ongeveer 15 minuten van het stadscentrum ligt luchthaven Lille-Lesquin. De luchthaven van Rijsel is in bezoekersaantallen het op elf na grootste vliegveld van Frankrijk en in vrachtvervoer het op drie na grootste vliegveld van het land.

## Onderwijs
De Universiteit van Rijsel beroept zich op de traditie van de Universiteit van Dowaai (Douai), die in de 16e eeuw werd gesticht. Rijsel beschikt over vier universiteitscampussen. Deze instellingen voor hoger onderwijs zijn verenigd in de Université Lille Nord de France en zijn gevestigd in Lille:
- Binnen de Universiteit van Rijsel: De overheid nam het initiatief tot de oprichting van de Campus Lille I (USTL), Campus Lille II en Campus Lille III : 74.000 studenten.
  - École Centrale de Lille
  - Polytech Lille
- Europees Doctoraalcollege aan de Universiteit Lille Nord de France.
- De oudste universiteit is de in 1875 opgerichte Katholieke Universiteit Rijsel.
  - École des hautes études commerciales du nord (EDHEC)
  - IÉSEG School of Management
  - Hautes études d'ingénieur (HEI)

Andere instellingen voor hoger onderwijs omvatten:
- École nationale supérieure de chimie de Lille, École nationale supérieure d'arts et métiers, ESME Sudria
- SKEMA Business School, Institut supérieur de gestion.

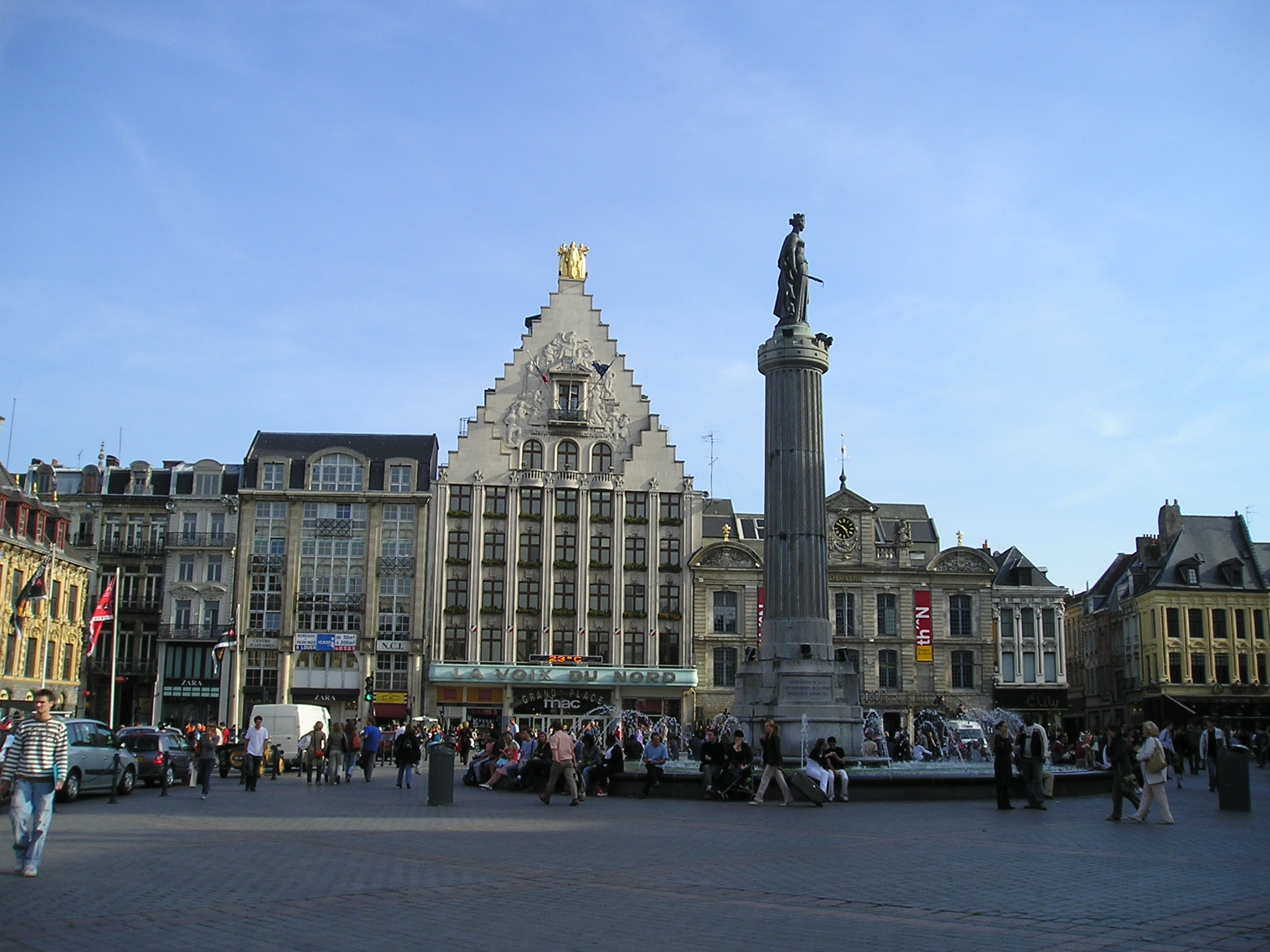
Het hoofdkantoor van La Voix du Nord aan de Grande Place

## Sport
Lille OSC is de professionele voetbalclub van Rijsel, maar speelt in buurgemeente Villeneuve-d'Ascq. Lille OSC speelt doorgaans in Ligue 1, het hoogste Franse niveau. De club werd meermaals kampioen van Frankrijk.
Rijsel is negentien keer etappeplaats geweest in de wielerkoers Ronde van Frankrijk. In 1960, 1994 en 2025 startte de Ronde van Frankrijk in Rijsel.

## Media
La Voix du Nord, de regionale krant van Noord-Frankrijk heeft haar zetel op de place du Général-de-Gaulle in Rijsel. Andere dagbladen in Rijsel en omgeving zijn de Liberté-Hebdo, de Metro Lille en de Nord Éclair. Ook France Bleu, het Franse netwerk van regionale radiozenders, is actief in de stad onder de naam France Bleu Nord.

## Geografie

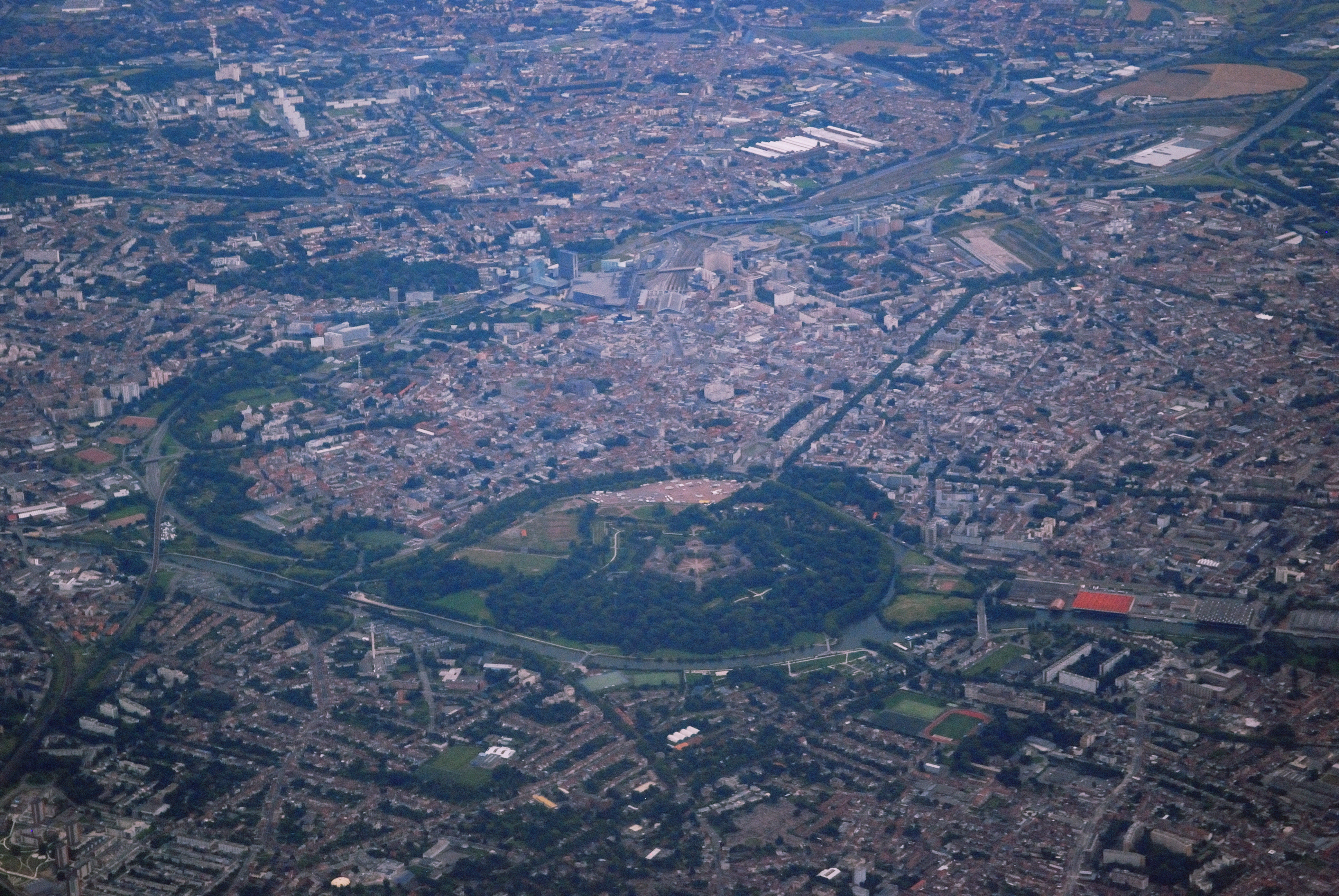
Luchtfoto vanuit het oosten met de citadel op de voorgrond

De oppervlakte van Rijsel bedroeg op 1 januari 2022 34,83 vierkante kilometer; de bevolkingsdichtheid was toen 6.853,1 inwoners per km².
De onderstaande kaart toont de ligging van Rijsel met de belangrijkste infrastructuur en aangrenzende gemeenten.

## Demografie
Onderstaande figuur geeft de inwonertallen bij de volkstellingen:

## Bekende Rijselaren
De bekendste Rijselaar is Charles de Gaulle.

## Stedenbanden
Rijsel heeft jumelages met de volgende steden:
- Charkiv (Oekraïne)
- Erfurt (Duitsland)
- Esch-sur-Alzette (Luxemburg)
- Keulen (Duitsland)
- Leeds (Verenigd Koninkrijk)
- Luik (België)
- Nablus (Palestina)
- Oujda (Marokko)
- Rotterdam (Nederland), sinds 1958
- Safed (Israël)
- Saint-Louis (Senegal)
- Shanghai (China)
- Turijn (Italië)
- Valladolid (Spanje)
- Wrocław (Polen)